# Поле, Герман
Герман По́ле (нем. Hermann Pohle; 23 ноября 1831, Берлин — 5 июля 1901, Дюссельдорф) — германский художник-пейзажист.
Первоначальное художественное образование получил в Потсдаме у Кислинга, а потом в Берлине под руководством Готтлиба Бирмана (нем. Gottlieb Biermann (Maler)). По окончании срока обязательной военной службы отправился в Дюссельдорф и учился здесь в Дюссельдорфской академии художеств у Ширмера и Гуде, после чего предпринял образовательные поездки по германским государствам, Швейцарии и северной Италии, а затем вернулся в Дюссельдорф, где прожил до конца жизни.
Согласно оценке ЭСБЕ, «ландшафты этого художника отличаются живописностью мотивов и тщательностью исполнения»; к числу его наиболее известных картин относятся «Водяная мельница», «Мельничная запруда», «Буковый лес», «Пейзаж со свадебной процессией» и «Замок». Его работы выставлены в музеях Дюссельдорфа, Эльберфельда, Праги, а также в Бременской картинной галерее.